# Charles Pélissier
Charles Pélissier (Parijs, 20 februari 1903 – Parijs, 28 mei 1959) was een Franse wielrenner.

## Biografie
Pélissier was profwielrenner van 1922 tot 1939. In het begin van zijn carrière was hij meer actief als cyclocrosser, een discipline waarin hij ook drie keer nationaal kampioen werd. Hij won 16 etappes in de Ronde van Frankrijk. Hij is tot op heden, met acht etappeoverwinningen in de Ronde van 1930, nog steeds recordhouder meeste overwinningen in één Tour, een record dat hij deelt met Eddy Merckx, die zowel in 1970 als ook in 1974 dit aantal bereikte, en Freddy Maertens die dit in 1976 presteerde. Het aantal van acht overwinningen had zelfs negen kunnen zijn ware het niet dat hij in Bordeaux gedeclasseerd werd, omdat hij de Italiaan Alfredo Binda in de eindsprint bij zijn trui had gegrepen. Behalve deze 8 overwinningen, presteerde Pélissier het ook om in diezelfde Tour nog zeven maal als tweede te eindigen. Een jaar later voegde hij er nog eens vijf etappeoverwinningen aan toe.
Charles Pélissier stamde uit een wielerfamilie, hij was de jongere broer Francis en Henri Pélissier. Hij was na de Tour van 1930 ongekend populair in Frankrijk. Dit kwam mede door zijn uiterlijk, hij gedroeg zich als een filmster en kreeg dagelijks tientallen huwelijksaanzoeken, die hij door zijn vrouw liet beantwoorden. Hij was ook de eerste renner die witte sokjes ging dragen.
Zijn bijnaam was Beau Brummel.
Voor de Tour van 1932 had Tourdirecteur Henri Desgrange, die heel graag zou zien dat de razend populaire, rasechte sprinter, Pélissier de Tour zou winnen, bedacht om voor het eerst het systeem bonificaties in te voeren: vier, drie en één minuut voor de eerste drie in de etappe. Zover kwam het echter niet, omdat Charles een paar weken voor de start van de Tour een gebroken sleutelbeen opliep en daardoor niet kon deelnemen.
Aan het einde van zijn loopbaan was Charles Pélissier actief als baanwielrenner en vormde hij een koppel met zijn tourmaatje André Leducq.

## Overwinningen
1925
Parijs-Arras
1926
 Frans kampioen veldrijden, Elite
1927
 Frans kampioen veldrijden, Elite
1928
Mont-Faron
 Frans kampioen veldrijden, Elite
1929
16e etappe Ronde van Frankrijk
1930
1e etappe Ronde van Frankrijk
3e etappe Ronde van Frankrijk
10e etappe Ronde van Frankrijk
11e etappe Ronde van Frankrijk
18e etappe Ronde van Frankrijk
19e etappe Ronde van Frankrijk
20e etappe Ronde van Frankrijk
21e etappe Ronde van Frankrijk
Zesdaagse van Parijs (met Harry Horan en Armand Blanchonnet)
1931
5e etappe Ronde van Frankrijk
8e etappe Ronde van Frankrijk
13e etappe Ronde van Frankrijk
16e etappe Ronde van Frankrijk
24e etappe Ronde van Frankrijk
1933
Criterium der Azen
1935
2e etappe Ronde van Frankrijk
12e etappe Ronde van Frankrijk

## Resultaten in voornaamste wedstrijden
| Jaar | Ronde van Italië | Ronde van Frankrijk | Ronde van Spanje |
| ---- | ---------------- | ------------------- | ---------------- |
| 1926 |                  |                     |                  |
| 1927 |                  |                     |                  |
| 1928 |                  |                     |                  |
| 1929 |                  | 28e (1)             |                  |
| 1930 |                  | 9e (8)              |                  |
| 1931 |                  | 14e (5)             |                  |
| 1932 |                  |                     |                  |
| 1933 |                  | opgave              |                  |
| 1934 |                  | opgave              |                  |
| 1935 |                  | 13e (2)             |                  |
| 1938 |                  |                     |                  |

| Jaar | Milaan-San Remo | Parijs-Roubaix | Parijs-Tours |
| ---- | --------------- | -------------- | ------------ |
| 1926 |                 |                | 34e          |
| 1927 |                 | ↑              |              |
| 1928 |                 |                | Zilver       |
| 1929 |                 |                | 7e           |
| 1930 |                 |                | 5e           |
| 1931 |                 | ↑              |              |
| 1932 | 7e              |                |              |
| 1933 |                 | 8e             | 12e          |
| 1934 |                 |                | 34e          |
| 1935 |                 | 25e            |              |
| 1938 |                 | 14e            | 13e          |

- Bibliothèque nationale de France: cb14552882g (data)
- International Standard Name Identifier: 0000 0000 0925 2360
- Système universitaire de documentation: 080881467
- Virtual International Authority File: 17463950